# Montebello di Bertona
Montebello di Bertona község (comune) Olaszország Abruzzo régiójában, Pescara megyében.

## Fekvése
A megye északnyugati részén fekszik. Határai: Civitella Casanova, Farindola, Penne és Villa Celiera. A Gran Sasso - Monti della Laga Nemzeti Park területén fekszik.

## Története
Első írásos említése 1062-ből származik, noha a vidék már a paleolitikumban lakott volt. 1418-ban szabad királyi város lett a Nápolyi Királyságon belül. A 16. századtól 1806-ig (amikor önálló község lett) a Pennei Hercegséghez tartozott. 

## Népessége
A népesség számának alakulása:

## Főbb látnivalói
- San Pietro Apostolo-templom
- San Rocco-templom
- Santa Maria-templom
- Madonna del Carmine-templom
- Madonna di Fatima-templom
- Sant’Andrea-templom